# Joachim Stenbäcken
Erik Martin Joachim "Kimmen" Stenbäcken, född 26 maj 1963 i Kullings-Skövde församling, är en svensk tidigare handbollsspelare (mittsexa). Han är morbror till Jonathan Stenbäcken.

## Karriär
Joachim Stenbäcken föddes och växte upp i Vårgårda och gjorde sin seniordebut för Vårgårda IK 1978. Han flyttade sedan till Alingsås HK innan han skrev på för dåvarande toppklubben IFK Karlskrona 1982. IFK Karlskrona nådde 1982/1983 finalen i IHF-cupen (nu European League), där de förlorade mot den då sovjetiska klubben (nu ukrainska) ZTR Zaporizjzja. Han gjorde 400 mål under sina fem säsonger i Karlskrona.
1987 lämnade han klubben och anslöt till division 2-klubben SoIK Hellas, där han spelade två säsonger. 1989 skrev han på för IFK Kristianstad och hjälpte till att föra dem tillbaka till elitserien under sin första säsong där. IFK Kristianstad blev nedflyttade samma år men tog sig tillbaka året efter. Han lämnade klubben 1995 och återvände till Hellas. Därefter spelade han för Stavstens IF i elitserien.
1998 återanslöt han till IFK Kristianstad i de lägre divisionerna. Han spelade för klubben till 2004 då han avslutade sin karriär. Han spelade 340 matcher för IFK Kristianstad och gjorde 1 355 mål klubben (inte elitseriemål utan i alla matcher), tredje flest i IFK Kristianstads historia bakom Markus Olsson och Bo Ahlberg. Av Stenbäckens mål var dessa 768 elitseriemål för IFK Karlskrona, IFK Kristianstad och Stavstens IF.

## Landslagskarriär
Stenbäcken spelade för Alingsås HK då han gjorde debut i juniorlandslaget 1980. Följande år deltog han i det svenska juniorlandslag som blev nordiska mästare. 1983 deltog Stenbäcken i det svenska ungdomslandslag som hamnade på 4:e plats i Ungdoms-VM. Han har spelat 22 U- och 8 J-landskamper.  Samma år gjorde han debut i seniorlandslaget. Han gjorde mästerskapsdebut i VM-turneringen 1986. Totalt blev det 55 matcher i det svenska A-landslaget med 66 gjorda mål, mellan 1983 and 1987. Hans främsta merit med landslaget blev fjärdeplatsen i VM 1986.

## Efter karriären
Efter handbollskarriären blev han journalist för Kvällsposten och skrev om travsport, som han hade följt tidigare under lång tid. Han läste sedan psykologi, och intresserade sig för idrottspsykologi. 2014/15 var han mental coach for HIF Karlskrona, och hjälpte laget att nå elitserien. 2017 anslöt han som mental coach i damklubben Kristianstad HK, och återförenades med HIF Karlskrona  förre coach Ulf Schefvert.